# ایرنبرگ (آریزونا)
ایرنبرگ (به انگلیسی: Ehrenberg) یک منطقهٔ مسکونی در ایالات متحده آمریکا است که در شهرستان لاپاز، آریزونا واقع شده‌است. ایرنبرگ ۳۱٫۴۳ کیلومتر مربع مساحت و ۴٬۸۸۵ نفر جمعیت دارد و ۹۳ متر بالاتر از سطح دریا واقع شده‌است.